# Campeonato de versolaris de Vizcaya
El Bizkaiako Bertsolari Txapelketa, traducido del vascuence como Campeonato de versolaris de Vizcaya, es un certamen cultural en el que compiten diferentes versolaris del área cultural de Vizcaya. Es el evento provincial más importante de la especialidad y desde 1990 se organiza cada dos años.

## Historia
En 1958 se organizó el primer Campeonato de Vizcaya de Bertsos, siendo Euskaltzaindia la entidad que asumió esta responsabilidad durante siete años. Desde 1966 tuvo un largo descanso hasta el año 1987 donde se volvió a recuperar de mano de la Asociación de Bertsolaris de Euskal Herria, que organizó el Campeonato Álava-Vizcaya. Desde el año 2000 en cada provincia se organizó un campeonato propio. En 2006 se cantó el primer bertso en castellano, cuando el ganador Xabi Paya agradeció a su madre que le apuntase en la ikastola (colegio) donde pudo aprender euskera.

## Comarcas
El Campeonato se inicia en una primera fase que se disputa por comarcas, en las que se enfrentan los diferentes bertsolaris en los siguientes lugares:
- Arratia
- Gran Bilbao
- Busturialdea
- Duranguesado
- Las Encartaciones
- Uribe
- Lea-Artibai

## Ganadores
De 1958 a 1962 hubo una competición anual y a partir de entonces fue bianual. Entre 1987 y 1998 se disputó como Campeonato de Álava y Vizcaya.
| Año       | Sede               | Ganador            |
| --------- | ------------------ | ------------------ |
| 1958      | Bilbao             | Balendin Enbeita   |
| 1959      | Bilbao             | Balendin Enbeita   |
| 1960      | Bilbao             | Juan Mugartegi     |
| 1961      | Bilbao             | Jon Azpillaga      |
| 1962      | Bilbao             | Jon Lopategi       |
| 1964      | Ondárroa           | Jon Lopategi       |
| 1966      | Durango            | Jon Lopategi       |
| 1967-1986 | No hubo campeonato | No hubo campeonato |
| 1987*     | Bilbao             | Jon Lopategi       |
| 1990*     | Bilbao             | Jon Enbeita        |
| 1992*     | Bilbao             | Jon Enbeita        |
| 1994*     | Bilbao             | Unai Iturriaga     |
| 1996*     | Bilbao             | Unai Iturriaga     |
| 1998*     | Bilbao             | Igor Elortza       |
| 2000      | Bilbao             | Igor Elortza       |
| 2002      | Bilbao             | Igor Elortza       |
| 2004      | Bilbao             | Igor Elortza       |
| 2006      | Bilbao             | Xabier Paya        |
| 2008      | Baracaldo          | Igor Elortza       |
| 2010      | Baracaldo          | Arkaitz Estiballes |
| 2012      | Bilbao             | Arkaitz Estiballes |
| 2014      | Bilbao             | Fredi Paia         |
| 2016      | Bilbao             | Etxahun Lekue      |
| 2018      | Bilbao             | Onintza Enbeita    |

## Palmarés
| Bertsolari         | N.º veces ganador | Años                         |
| ------------------ | ----------------- | ---------------------------- |
| Igor Elortza       | 5                 | 1998, 2000, 2002, 2004, 2008 |
| Jon Lopategi       | 4                 | 1962, 1964, 1966, 1987       |
| Balendin Enbeita   | 2                 | 1958, 1959                   |
| Jon Enbeita        | 2                 | 1990, 1992                   |
| Unai Iturriaga     | 2                 | 1994, 1996                   |
| Arkaitz Estiballes | 2                 | 2010, 2012                   |